# Свети Ловренц
Свети Ловренц (словен. Sveti Lovrenc) је насељено место у општини Преболд, Савињска регија, Словенија.

## Историја
До територијалне реорганизације у Словенији био је у саставу старе општине Жалец.

## Становништво
У попису становништва из 2011. године, Свети Ловренц је имао 352 становника.
| Број становника према пописима | Број становника према пописима | Број становника према пописима |
| ------------------------------ | ------------------------------ | ------------------------------ |
| 1991                           | 2002                           | 2011                           |
| 355                            | 349                            | 352                            |

Напомена: До 1955. исказивано под именом Свети Ловренц при Преболду, а од 1955. до 1991. године под именом Горња вас при Преболду.
- капела
- спомен плоча